# Ray Mead
Ray Mead (* 22. September 1921 in Watford, Hertfordshire, England; † 5. September 1998 in Toronto, Ontario, Kanada) war ein britisch-kanadischer Maler. Er war Mitglied der Painters Eleven und der Ontario Society of Artists und nahm 1950 an der Jubiläumsausstellung der Art Gallery of Toronto (heute Art Gallery of Ontario) und 1954 an der Painters Eleven-Ausstellung in der Roberts Gallery teil. Als prägender Einfluss auf die Entwicklung des Modernismus in Kanada ist Ray Mead einer der bekanntesten kanadischen Maler des 20. Jahrhunderts.

## Leben
Ray Mead wurde 1921 im englischen Watford geboren. Nach seinem Studium an der Slade School of Art in London diente er im Zweiten Weltkrieg in der Royal Air Force. 1946 ließ er sich in Hamilton, Ontario nieder und begann seine künstlerische Laufbahn in Kanada. Nach seiner Rückkehr nach Hamilton freundete sich Ray Mead mit der Malerin und ehemaligen Schülerin von Hans Hofmann, Hortense Gordon, an und es entwickelte sich eine folgenreiche Beziehung. Gordon war es, die ihn überredete, an der wichtigen Ausstellung zum kanadischen Jubiläumsjahr 1950 in der Art Gallery of Toronto teilzunehmen, einer Ausstellung mit Werken aus dem ganzen Land. Mit Bottles in the Evening, einem 1950 entstandenen Stillleben, nahm er an der 80. Jahresausstellung teil und erhielt dafür den Taber Dulmage Feheley Purchase Award für Innovation in der Malerei.
1953 gründete eine Gruppe junger Künstler, darunter auch Ray Mead, die Painters Eleven. Ihr Ziel war es, sich gegen den Konservatismus der kanadischen Landschaftstradition zu wehren, der ihrer Meinung nach die Entwicklung der Moderne im Land verhindert hatte. Im selben Jahr unternahm Ray Mead eine weitere Reise nach New York, wo er die Arbeiten von Robert Motherwell und Franz Kline kennenlernte, deren emotionaler und aktionsgeladener Stil Ray Meads starren Pinselstrich auflockerte und sein Werk für die Ausdrucksmöglichkeiten der Farbe öffnete. 1958 zog Ray Mead nach Montreal, um als Artdirector für eine bekannte Werbeagentur zu arbeiten. In dieser Zeit entwickelte sich sein Werk weiter und entfernte sich allmählich vom Dogma der Painters Eleven. Im selben Jahr stellt Ray Mead mit dem Kollektiv ein letztes Mal aus, bevor sich die Gruppe 1960 auflöst.
Die 1960er Jahre waren eine fruchtbare Zeit für Ray Mead. Eine zufällige Begegnung mit der Sammlerin und Galeristin Denyse Delrue im Jahr 1958 erwies sich als wertvoll. Delrue ermöglichte ihm 1963 und 1964 Einzelausstellungen im Montreal Museum of Fine Arts und 1960 und 1961 in der National Gallery of Canada. Darüber hinaus beteiligte sich Mead an der bedeutenden Hundertjahrfeier-Ausstellung von 1967 in der Art Gallery of Hamilton und an der Toronto Painting Show 1972 in der Art Gallery of Ontario.
Ray Meads Schaffen wurde 1964 aufgrund gesundheitlicher Probleme, die auf Chemikalien zurückzuführen waren, denen er im Laufe seiner Karriere ausgesetzt war, abrupt unterbrochen. Als er acht Jahre später wieder mit der Malerei begann, bekräftigte er sein Bekenntnis zur Farbe in großformatigen Gemälden. Mit dem Wechsel von der Öl- zur Acrylmalerei, der in den 1970er Jahren begann und bis in die 1990er Jahre andauerte, gelang es Mead, eine ähnliche Reinheit in seinen Werken zu erreichen wie der amerikanische Maler Mark Rothko. Mead entschied sich, in den nächsten zehn Jahren ohne Händler zu arbeiten, nahm an einer Reihe von Einzel- und Gruppenausstellungen teil und zog 1986 zurück nach Toronto. wo er 1998 starb.